# バクー国立大学
バクー国立大学（アゼルバイジャン語: Bakı Dövlət Universiteti、英語: Baku State University）は、アゼルバイジャンの首都バクーにある大学である。アゼルバイジャンで最古の大学であり、国内最高学府と称される。

## 歴史

創立時の学章

1919年9月1日、アゼルバイジャン国民議会の決定により、4学部（歴史文献学部、物理数学部、法学部、医学部）1094人の生徒を集めて創立された。初代学長は外科医のヴァシリス・ラズモフスキー。

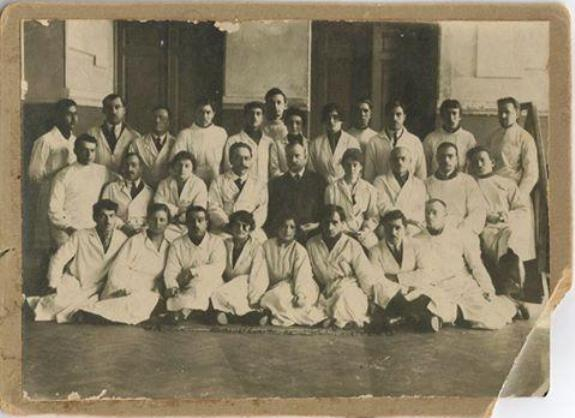
医学部の学生（1923年）

1930年に政府の人民委員会が高等教育機関の再編を行い、高等教育研究所（The High Pedagogical Institute）に置き換えられたが、1934年に再建された。
創立40周年となる1959年時点で13学部を有し、それ以前に存在した医学部と経済学部は、アゼルバイジャン医科大学とアゼルバイジャン国立経済大学として分離された。2021年現在は16学部を有する。
創立100周年を迎えた2019年には、アゼルバイジャン国内やウィーン、パリのユネスコ本部で記念祝賀会が行われ、大統領令によりバクー国立大学100周年記念賞が113人に贈られた。

## 教育研究組織

### 学部
- 応用数学・経済人工頭脳学部
- 物理学部
- 機械数学部
- 化学部
- 生物学部
- 生態土壌学部
- 地球科学部
- 地理学部
- 歴史学部
- 言語学部
- 国際経済学部
- ジャーナリズム学部
- 法学部
- 東洋学部
- 社会心理学部
- 司書情報学部

### 研究所
- 応用数学科学研究所
- 理論物理学問題研究所

## 国際関係
旧ソ連構成国や東欧諸国、中東諸国の大学との協定・提携協力が盛んである。
2000年には、東洋学部極東言語・文学科に日本語講座が開講し、日本文化・日本語を学ぶことができる国内唯一の高等教育機関として、アゼルバイジャンにおける日本語教育の中心的役割を担っている。

## 著名な卒業生
- アブルファズ・エルチベイ（英語版） - アゼルバイジャン共和国第2代大統領
- ヘイダル・アリエフ - アゼルバイジャン共和国第3代大統領
- レフ・ランダウ - 1962年にノーベル物理学賞を受賞した物理学者
- ギュルセル・イスマイルザーデ - 駐日アゼルバイジャン共和国特命全権大使